# رودلف سيبر
رودلف سيبر (بالإنجليزية: Rudolf Sieber)‏  (و. 1897 – 1976 م) هو منتج أفلام، وفلاح، وكاتب سيناريو  أمريكي، ولد في أوستي ناد لابم، توفي عن عمر يناهز 79 عاماً، بسبب سرطان البروستاتا.

## وصلات خارجية
- رودلف سيبر على موقع IMDb (الإنجليزية)
- رودلف سيبر على موقع قاعدة بيانات الأفلام السويدية (السويدية)

- رودلف سيبر في قاعدة بيانات الأفلام على الإنترنت